# Тарасенко, Василий Георгиевич
Василий Георгиевич Тарасенко (род. 1 февраля 1950) — российский политический деятель. Член Совета Федерации Федерального Собрания Российской Федерации от Самарской области.

## Биография
Председатель ревизионной комиссии палаты адвокатов Самарской области. Кандидат юридических наук. Один из авторов конституции Самарской области.

### Совет Федерации
Депутат Совета Федерации Федерального Собрания Российской Федерации первого созыва от Самарской области с января 1994 по январь 1996, избран 12 декабря 1993 по Самарскому двухмандатному избирательному округу № 63.